# Berindan
Berindan (węg. Berend) – wieś w Rumunii, w okręgu Satu Mare, w gminie Odoreu. W 2011 roku liczyła 101 mieszkańców. 